# Chu Xương
Chu Xương (tiếng Trung: 周昌; bính âm: Zhōu Chāng, ?-193 TCN) là công thần khai quốc nhà Tây Hán trong lịch sử Trung Quốc.

## Thời Hán Sở
Chu Xương vốn người huyện Bái (đồng hương với Lưu Bang). Năm 209 TCN, Lưu Bang khởi nghĩa chống nhà Tần, Chu Xương cùng anh họ là Chu Hà gia nhập lực lượng của Lưu Bang. Năm 206 TCN, Chu Hà được phong làm Ngự sử đại phu, Chu Xương được phong làm Trung úy.
Chiến tranh Hán-Sở bùng nổ, anh em Chu Xương theo Lưu Bang chinh chiến.
Năm 204 TCN, Chu Hà bị Hạng Vũ bắt sống khi thành Huỳnh Dương thất thủ, do không hàng nên bị giết. Lưu Bang bèn cho Chu Xương nối Chu Hà giữ chức Ngự sử đại phu. Ông theo Lưu Bang chiến đấu rất dũng cảm trên chiến trường.

## Thời Hán
Năm 202 TCN, Lưu Bang diệt Hạng Vũ lên làm hoàng đế. Chu Xương phục vụ nhà Hán.
Chu Xương nổi tiếng là người thẳng thắn. Có lần Chu Xương vào tâu báo công việc thì thấy Lưu Bang đang ôm Thích phu nhân, ông bèn lui ra. Lưu Bang liền gọi ông lại, ra lệnh ông cúi xuống đất và cưỡi lên cổ ông hỏi:
Ngươi coi ta là ông vua thế nào?
Chu Xương trả lời:
Bệ hạ là ông vua thuộc loại Kiệt, Trụ.
Lưu Bang nghe vậy cười lớn và khen sự thẳng thắn của ông.
Lưu Bang yêu quý con Thích phu nhân là hoàng tử Lưu Như Ý, định bỏ thái tử Lưu Doanh để lập Như Ý kế nghiệp. Chu Xương mắc tật nói lắp, ông ra sức can ngăn, trong lúc can thể hiện sự tức giận trên mặt. Lưu Bang bèn thôi ý định bỏ thái tử. Mẹ thái tử là Lã hậu thấy vậy cung kính cảm tạ sự giúp đỡ của ông.
Lưu Bang bèn phong hoàng tử Như Ý làm Triệu vương, sai Chu Xương làm tướng quốc nước Triệu giúp Như Ý còn nhỏ.
Năm 195 TCN, Lưu Bang chết, Lưu Doanh lên nối ngôi, tức là Hán Huệ Đế. Lã thái hậu nắm toàn quyền điều hành triều chính, muốn giết mẹ con Triệu vương Như Ý và Thích phu nhân, bèn ra lệnh triệu Như Ý về triều. Chu Xương biết chủ ý của Lã thái hậu bèn giả cách tuyên bố Triệu vương bị ốm không đi được.
Lã thái hậu biết Chu Xương trung thành với Như Ý, bèn hạ lệnh triệu Chu Xương vào triều trước. Chu Xương không thể trái lệnh, phải rời nước Triệu vào kinh đô Trường An. Sau đó Lã thái hậu ra lệnh triệu Triệu vương Như Ý vào triều. Cuối cùng Lã thái hậu giết hại mẹ con Thích phu nhân và Triệu vương Như Ý.
Chu Xương không thể cứu được Triệu vương, bèn cáo bệnh không vào triều nữa. Năm 193 TCN, ông qua đời, không rõ bao nhiêu tuổi.